# Файст, Готфрид
Готфрид Файст (нем. Gottfried Feist; 10 ноября 1880, Йозефштадт, ныне в составе Яромержа — 11 января 1952, Вена) — австрийский скрипач и музыкальный педагог.
Начал учиться игре на скрипке в шестилетнем возрасте, в 11 лет впервые выступил с концертом. Завершил своё музыкальное образование в Пражской консерватории (1898—1902) под руководством Отакара Шевчика. После этого некоторое время жил и работал в Простеёве, затем в Клагенфурте.
В 1908—1951 гг. преподавал в Венской академии музыки, с 1915 г. профессор. Среди его учеников целое поколение музыкантов Венского филармонического оркестра, у Файста также учились Фридрих Церха, Феликс Прохаска, Фридрих Вильдганс. Как исполнитель известен преимущественно игрой своего струнного квартета в межвоенные годы (среди его участников были вторая скрипка Франц Полесный, альт Эрнст Моравец и виолончелист Вильгельм Винклер). Был дружен с ведущими фигурами венского музыкального модерна — Арнольдом Шёнбергом, Альбаном Бергом, Йозефом Марксом, Францем Шмидтом.